# Amchok
Amchok – gaun wikas samiti we wschodniej części Nepalu w strefie Meći w dystrykcie Ilam. Według nepalskiego spisu powszechnego z 2001 roku liczył on 910 gospodarstw domowych i 5031 mieszkańców (2604 kobiet i 2427 mężczyzn).